# Февральське (Полєський район)
Февральське (рос. Февральское) — селище Полєського району, Калінінградської області Росії. Входить до складу Саранського сільського поселення.
Населення —  436 осіб (2015 рік). 

## Населення
| 1939 | 2002 | 2010 | 2012 | 2013 |
| ---- | ---- | ---- | ---- | ---- |
| 462  | ↘379 | ↗436 | ↗486 | ↘444 |